# Timarcha maritima
Timarcha maritima là một loài bọ cánh cứng trong họ Chrysomelidae. Loài này được Perris miêu tả khoa học đầu tiên năm 1850.